# 长花轴耳草
长花轴耳草（学名：Hedyotis exserta）为茜草科耳草属下的一个种。

## 扩展阅读
- 維基物種上的相關：长花轴耳草